# اچ‌ام‌اس کی۵
اچ‌ام‌اس کی۵ (به انگلیسی: HMS K5) یک زیردریایی بود که طول آن ۳۳۹ فوت (۱۰۳ متر) بود.